# Балашов, Виталий Юрьевич
Вита́лий Ю́рьевич Балашо́в (укр. Віталій Юрійович Балашов; род. 15 января 1991, Одесса) — украинский футболист, нападающий.

## Биография

### Клубная карьера
Первый тренер А. Г. Владимиров. В ДЮФЛ выступал за: ДЮСШ «Овидиополь» и одесский «Черноморец». 9 мая 2009 года дебютировал в составе «Черноморца» в украинской премьер-лиге, в матче с днепропетровским «Днепром» (4:1). Первый гол забил 22 августа 2009 года в игре против криворожского «Кривбасса» (2:3). Стал лучшим бомбардиром команды в сезоне 2009/10 гг., забив 4 гола в 25 матчах. Автор исторического первого гола на новом стадионе «Черноморец».
4 июля 2013 года перешёл на год в «Говерлу» на правах аренды. В феврале 2014 года находился на просмотре в венгерском «Ференцвароше». В июне 2014 года покинул ужгородский клуб в связи с окончанием срока аренды.
В июне 2015 года покинул одесский клуб в связи с окончанием действия контракта. В январе 2016 года стал игроком краковской «Вислы».
В 2020 году был игроком «Тамбова».

### Карьера в сборной
Выступал за юношеские сборные Украины до 17 и до 19 лет, а также за молодёжную сборную до 21 года.

## Статистика
| Сезон   | Клуб                | Лига         | Чемпионат | Чемпионат | Кубок | Кубок | Дубль | Дубль | Еврокубки | Еврокубки |
| Сезон   | Клуб                | Лига         | Игры      | Голы      | Игры  | Голы  | Игры  | Голы  | Игры      | Голы      |
| ------- | ------------------- | ------------ | --------- | --------- | ----- | ----- | ----- | ----- | --------- | --------- |
| 2006/07 | Черноморец (Одесса) | Высшая лига  | 0         | 0         | 0     | 0     | 5     | 0     | 0         | 0         |
| 2007/08 | Черноморец (Одесса) | Высшая лига  | 0         | 0         | 0     | 0     | 6     | 1     | 0         | 0         |
| 2008/09 | Черноморец (Одесса) | Премьер-лига | 2         | 0         | 0     | 0     | 23    | 12    | —         | —         |
| 2009/10 | Черноморец (Одесса) | Премьер-лига | 24        | 4         | 1     | 0     | 7     | 4     | —         | —         |
| 2010/11 | Черноморец (Одесса) | Первая лига  | 29        | 2         | 1     | 0     | —     | —     | —         | —         |
| 2011/12 | Черноморец (Одесса) | Премьер-лига | 15        | 4         | 1     | 0     | —     | —     | —         | —         |
| 2012/13 | Черноморец (Одесса) | Премьер-лига | 13        | 0         | 2     | 0     | —     | —     | —         | —         |
| 2014/15 | Черноморец (Одесса) | Премьер-лига | 15        | 2         | 5     | 1     | —     | —     | —         | —         |